# ミネハハ (小説)
『ミネハハ』（Mine-Haha）は、1903年に発表されたフランク・ヴェーデキントの小説。謎めいた寄宿学校で多数の子供たちと共同生活を送る少女の体験を描いた中編で、ヴェーデキントが隣人の女性から託された手記断片という体裁を取っている。手記本編は語り手が物心付いて間もないころから子供たちの共同生活の中に送られたところからはじまり、様々な年齢の子供たちとともに歩き方や玉乗りの仕方を年長の子供から教わったこと、やがて別の家に送られて他の少女たちと生活しながらダンスや音楽を習ったことなどが綴られていき、物語の半ばからこの生活が劇場での踊り手を養成するためのものであることが明らかになってゆく。語り手は踊り手に抜擢されてしばらくの間舞台にあがるが、やがて時が来て共同生活の場を去り、列車で送られた先で旧友たちと再会しつつ群集の中を歩いていくところで手記が途切れる。
語り手が当時の印象を再現する形で描かれており、少女たちが大勢で水遊びをする場面、裸で箱に入れられて家に運ばれる場面、少女同士の触れ合いの場面など全編に幻想的でエロティックなイメージが漂っている。手記のタイトル「ミネハハ」は、ヴェーデキントが最後に注釈するかたちで「笑う水」を意味するインディアンの言葉と説明されているが、おそらくロングフェローの叙事詩「ハイアワサの歌」のヒロインの名前から着想したものと見られる。
『ミネハハ』は、2004年にルシール・アザリロヴィック監督により（『エコール』）、2005年にジョン・アーヴィン監督により（『ミネハハ 秘密の森の少女たち』）、それぞれ映画化されている。